# Steudnera discolor
Steudnera discolor är en kallaväxtart som beskrevs av William Bull. Steudnera discolor ingår i släktet Steudnera och familjen kallaväxter. Inga underarter finns listade.